# Каратманово
Каратма́ново (мак. Каратманово) — село у Північній Македонії, у складі общини Лозово Вардарського регіону.
Населення — 520 осіб (перепис 2002) в 153 господарствах.